# Regina Sasko-Meiningenská
Regina Sasko-Meiningenská (německy: Regina Helène Elisabeth Margarete Prinzessin von Sachsen-Meiningen; 6. ledna 1925 Würzburg – 3. února 2010 Pöcking) byla nejmladší ze čtyř dětí prince Jiřího III. (1892–1946) z dynastie Sachsen-Meiningen a Kláry Marie hraběnky Korff-Schmising-Kerssenbrockové (1895–1992). Byla manželkou Oty Habsbursko-Lotrinského.

## Rodina
Dne 10. května 1951 se s osobním požehnáním papeže Pia XII. provdala v kostele františkánských konventuálů ve francouzském Nancy za Otu Habsbursko-Lotrinského, nejstaršího syna císaře Karla I. a jeho choti Zity. Byla nositelkou titulu Nejvyšší řádová ochránkyně Řádu hvězdového kříže, suverénka rytířského a špitálního řádu svatého Jana Jeruzalémského, Rhodského a Maltského, a byla velmistryní Řádu sv. Alžběty.
Od 10. května 1954 byla trvalým sídlem jí a jejího manžela Oty Habsbursko-Lotrinského Villa Austria (nebo též Císařská vila, německy Kaiservilla) v německém Pöckingu na Starnberském jezeře.
Dne 2. prosince 2005 utrpěla mozkovou mrtvici a byla hospitalizována v nemocnici v Nancy. Do 22. února 2006 se zotavila natolik, že se mohla zúčastnit slavnostního převozu tělesných ostatků své matky, vévodkyně Kláry a jejího bratra Antonína Oldřicha ze hřbitova v Heldburgu (zemský okres Hildburghausen) do rodinné hrobky pevnosti Heldburg. Převoz tělesných ostatků jejího otce z Čerepovce v Rusku, kde zemřel roku 1946 v sovětském zajetí, se mohl konat teprve na jaře.
Zemřela 3. února 2010. Pochována byla 16.7.2011 spolu s manželem Ottou v Císařské hrobce ve Vídni. Její srdce bylo pohřbeno v pevnosti Heldburg v Durynsku.

## Potomci
Děti a vnoučata Reginy Habsbursko-Lotrinské a Dr. Oty Habsburského:
- Andrea (* 30. května 1953), vdaná za Karla Eugena hraběte z Neippergu:
  - Filip, Benedikt, Dominik, Hemma, Kateřina
- Monika (* 13. září 1954), vdaná za Gonzagu vévodu ze San Angela:
  - Baltasar, Gabriel, Rafael, Santiago
- Michaela (* 13. září 1954 – dvojče předešlé), vdaná za Erika d’Antin, 2. vdaná za Huberta hraběte z Kagenecku:
  - Marc Joan, Carla, Justin (všechny děti z 1. svazku)
- Gabriela (* 14. října 1956), vdaná za Christiana Meistera:
  - Severin, Lioba, Alena
- Walburga (* 5. října 1958), vdaná za Archibalda hraběte Douglase:
  - Mořic
- Karel (* 11. ledna 1961), ženatý s Františkou baronkou Thyssen-Bornemisza:
  - Eleonore, Ferdinand Zvonimír, Gloria
- Jiří (* 16. prosince 1964), ženatý s Eilikou Oldenburskou:
  - Sofie, Hilda, Karel Konstantin